# Río Salado del Norte
Pour les articles homonymes, voir Río Salado.
Le río Salado ou Salado del Norte (parfois appelé río Juramento ou Pasaje) est une importante rivière du centre-nord de l'Argentine. Sa longueur totale est de 2 355 km.

## Cours supérieur

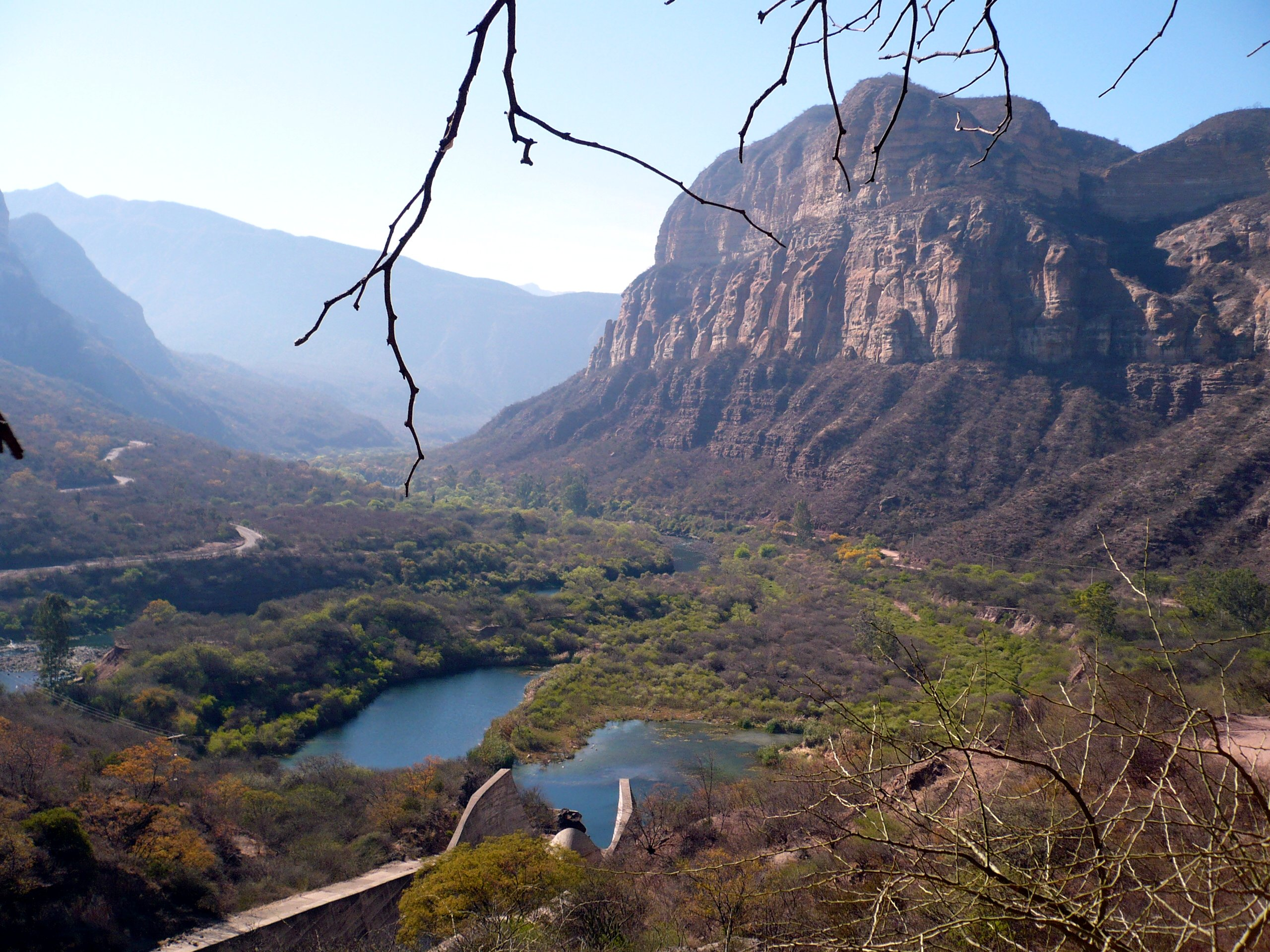
Cañon du río Juramento : vue prise peu en aval du barrage de Cabra Corral en province de Salta.

Il nait dans les plissements orientaux des Andes dans la province de Salta.
Sa source principale se trouve dans la Sierra de los Pastos Grandes (rameau de la cordillère andine), immédiatement au sud du sommet Nevado de Acay aux environs de 24° 25′ 10″ S, 66° 10′ 05″ O.
Dans cette zone de vallées, on l'appelle río Calchaquí (del Norte), il coule en direction du sud recevant ses principaux affluents (Luracatao, Tacuil, Angastaco ou Guasamayo) sur sa rive droite. Aux environs de la ville de Cafayate, il reçoit du sud les eaux du río Santa María, à la suite de quoi il effectue un coude brusque vers le nord et sous le nom de río de las Conchas passe par le canyon Quebrada de las Conchas, recevant après cet endroit le nom de río Guachipas.
À la sortie de la quebrada, il vire vers l'est et peu avant de sortir de la région de la Cordillère, il reçoit le río Árias (alimenté par le río Arenales), et forme avec ce dernier le barrage-lac de Cabra Corral.
Après ce lac, on le nomme río Pasaje (vu que c'était l'endroit où l'ancien  camino Real le traversait) ou aussi on le connait sous le nom de río Juramento (étant donné que c'est là, au passage du fleuve, que Manuel Belgrano fit jurer ses troupes devant le nouveau drapeau argentin en 1812 ). Sur le río Juramento, un barrage important a été construit, le barrage d'El Tunal qui a engendré le grand lac de retenue d'El Tunal ou embalse El Tunal. Celle-ci a un volume total maximal de 320 millions de m3, à la cote 476 mètres ; sa superficie fait 3 800 hectares. On y pratique notamment la pêche sportive.
Au niveau de ce lac, le Juramento reçoit en rive droite les eaux du río Medina qui charrie de grosses quantités de sédiments.

### Hydrométrie - mesure des débits au barrage de Cabra Corral
Le débit du río Salado del Norte a été observé pendant 33 ans (sur la période 1934-1968) au barrage de Cabra Corral, dans la province de Salta situé une cinquantaine de kilomètres au sud-est de la ville de Salta.
À Cabra Corral, le débit annuel moyen ou module observé sur cette période a été de 29,8 m3/s pour une surface étudiée de 32 000 km2, soit l'essentiel de la surface « utile » du bassin du cours supérieur de la rivière, c'est-à-dire de la surface qui donne lieu à un écoulement.
La lame d'eau écoulée dans cette partie du bassin versant atteint ainsi le chiffre de 30 millimètres par an, ce qui peut être considéré comme satisfaisant dans cette région en moyenne très desséchée du nord-ouest argentin.
Cours d'eau issu avant tout de la fonte des neiges, le cours supérieur du río Salado del Norte est un cours d'eau de régime nivo-pluvial qui présente deux saisons bien marquées.
Les hautes eaux se déroulent de janvier à mars avec un pic très net en février, ce qui correspond à la fonte des neiges des hauts massifs andins et aux pluies de mousson d'été. Au mois de mars, le débit de la rivière baisse rapidement, ce qui mène à une longue période de basses eaux, allant de mai à novembre. Mais la rivière conserve durant toute cette période un débit consistant, soutenu par les précipitations des hauts sommets du bassin.
Le débit moyen mensuel observé en octobre (minimum d'étiage) est de 9,94 m3/s, soit plus ou moins 10 % du débit moyen du mois de février (100,0 m3/s), ce qui témoigne de l'amplitude assez importante des variations saisonnières. Sur la durée d'observation de 33 ans, le débit mensuel minimal a été de 8,0 m3/s à plusieurs reprises en septembre-octobre, tandis que le débit mensuel maximal s'élevait à 191 m3/s (février 1949).

### Carte des lieux
- Carte détaillée de la province de Salta avec mention des différentes rivières formant le río Salado.

## En province de Santiago del Estero

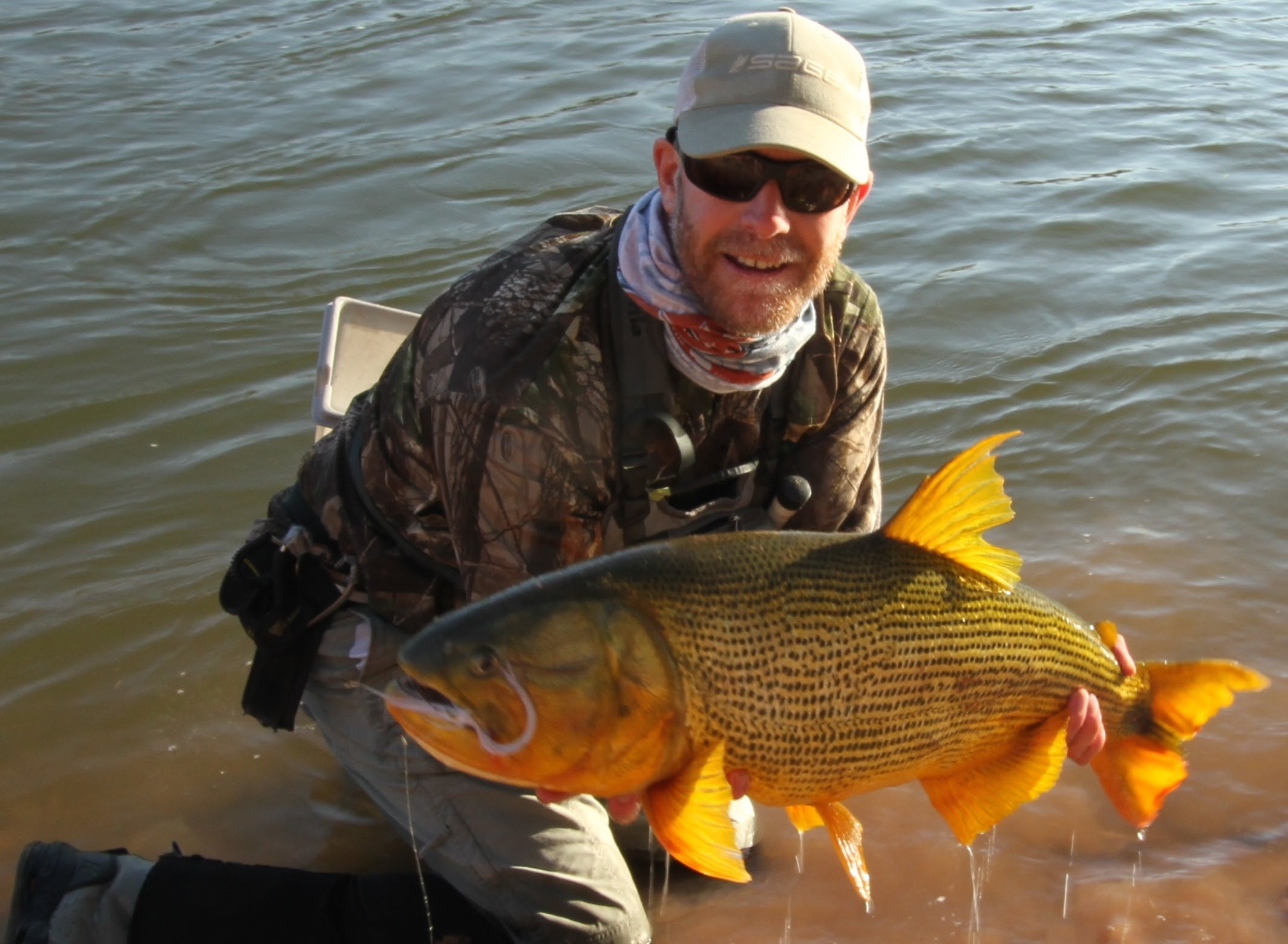
Pêche sportive au dorado dans le río Juramento près du barrage d'El Tunal en province de Salta.

Après sa sortie de la région des Andes, son cours traverse la région du Chaco. Prenant la direction sud-est, il garde son nom de Juramento jusqu'à la limite de la province de Santiago del Estero où il reçoit le nom de Salado (ou Cachimayo 
en dialecte quechua de Santiago : cachi (« sel »), mayo (« rivière »)). Cela aux coordonnées 25° 39′ 01″ S, 61° 57′ 05″ O.
Dans la province de Santiago del Estero, son cours s'effectue toujours en direction généralement sud-sud-est, avec un lit peu profond et un bassin qui se répand en une série de marécages (humedales ou esteros) sablonneux, ce qui a rendu difficile l'établissement de populations le long de ses rives incertaines et peu précises. Une partie de son débit est déviée artificiellement vers l'est au moyen de canaux étroits à ciel ouvert, dont les deux principaux sont le Canal de Dios (qui amène ses eaux aux localités de Monte Quemado, Tintina et Sachayoj), et le Canal de La Patria qui apporte de l'eau à la ville de Quimilí. Cependant que le cours naturel du Salado se situe dans les environs de la ville de Santiago, à Suncho Corral et Añatuya. Dans cette province, il reçoit en rive droite le maigre apport du río Horcones.

## En province de Santa Fe
Jusqu'aux coordonnées 29° 25′ 02″ S, 61° 57′ 00″ O la rivière court en direction sud-est et pénètre alors en province de Santa Fe, recevant depuis le nord les eaux du río Calchaquí (del Sur) (río del Sur ou río Santafesino). Ensuite, alors qu'il a pénétré dans la région pampéenne de la province de Santa Fe, il prend la direction du sud-sud-est, recevant de droite les eaux des petits cours d'eau San Antonio et Cululú, et depuis la gauche celles du río Saladillo. C'est au confluent avec ce dernier que se trouve l'importante cité de Santa Fe. C'est pratiquement là qu'il débouche dans le rio Paraná, après avoir formé la grande laguna Setúbal. Cependant, un canal naturel appelé río Corondá est sa prolongation sur quelque 150 km avant sa complète confluence dans le cours du grand fleuve.
La longueur totale du Salado est de 2 355 km, bien que si on ne considère son cours débutant seulement au confluent du río Guachipas avec le río Árias, la longueur se réduit alors à quelque 2 210 km.

## Affluents
- Río Calchaquí
  - Río Luracatao (rive droite)
  - Río Grande ou río Guasamayo (rive droite)
  - Río Pucará (rive droite)
  - Río Santa María (rive droite) 
    - Río Ampajango (rive droite)
    - Río Yasyamayo (rive droite)
    - Río Julipao (rive droite)
    - Río Chuscha (rive gauche)

  - Río Las Viñas (rive gauche)
- Río Árias
  - Río Arenales (rive droite au niveau de l'agglomération de Salta)
  - Río Ancho (rive droite)
  - Río Toro (rive droite) ou río Rosario dans son cours supérieur.
    - Río Blanco (rive droite)
    - Río Corralito (rive droite)
- Río Medina (rive droite)
- Río Horcones (rive droite)
- Río del Sur ou rio Santafesino
- Río San Antonio
- Río Cululú
- Río Saladillo (rive droite)

## Cycle sec et cycle humide
À partir du milieu du XXe siècle, étant donné l'action anthropique et le demi-cycle humide de plus ou moins 50 ans (début 1973 - 2020-23?), le régime des débits de la rivière est devenu très instable. Son lit est à sec pendant de longues périodes dans la province de Santiago del Estero. Il connait de brusques inondations durant les périodes de pluie (en grande partie dues à la déforestation des yungas et de la forêt du Chaco argentin). Au début de ce XXe siècle, lorsque son débit était encore assez régulier, l'intention existait de l'utiliser comme voie navigable afin de relier la province de Salta avec le río de la Plata (projet appelé Canal del Norte).

## Bassin et débit final
Son bassin, sans son affluent le río Saladillo, a une superficie de 108 994 km2. Avec ce dernier, il fait 124 199 km2. Son débit moyen n'est que de 170 m3/s.